# آیو دوسونمو
آیو دوسونمو (انگلیسی: Ayo Dosunmu؛ زادهٔ ۱۷ ژانویهٔ ۲۰۰۰) بازیکن بسکتبال اهل ایالات متحده آمریکا است.

## حرفه
وی در مسابقات کشوری و بین‌المللی در مجموع برندهٔ ۱ مدال طلا شده‌است.